# كريس هاريس
كريس هاريس (بالإنجليزية: Chris Harris) (ولد في 25 ديسمبر، 1973) هو مصارع أمريكي محترف. يعرف أكثر من عمله لمنظمة توتال نونستوب أكشن ريسلينغ (تي إن إيه) حين كان أحد أعضاء فريق أمريكا موست وانتد (إيه إم دبليو) مع زميله جيمس ستورم.

## المسيرة في المصارعة المحترفة

### وورلد تشامبيونشيب ريسلينغ (2000-2001)
جنبًا إلى جنب مع مصارعون أخرون، بما في ذلك زميله المستقبلي في الفرق الثنائية جيمس ستورم، وقع هاريس مع منظمة ورلد تشامبيونشيب ريسلينغ (دبليو سي دبليو) عقد تطوير مواهب في أكتوبر 2000. لقد اقترح عليه تيري تايلور التصارع بشخصية مغني ريفي لكن الاقتراح رفض من قبل إدارة دبليو سي دبليو. ظهر هاريس في حدث هالوين هافوك كنسخة وهمية من ستينغ في عام 2000. كما تصارع على مختلف برامج دبليو سي دبليو الثانوية مثل وورلد وايد وساترداي نايت باعتباره جزءً من مجموعة آر وبي حتى بيعت المنظمة إلى دبليو دبليو إف في أوائل عام 2001.

### توتال نونستوب أكشن ريسلينغ (2002-2008)

#### أمريكا موست وانتد (2002-2006)

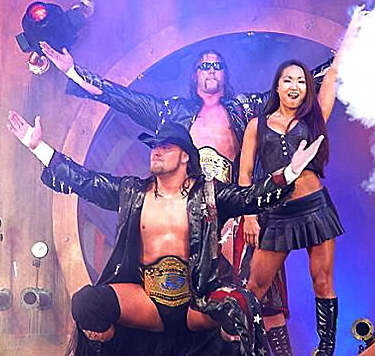
أمريكا موست وانتد (غيل كيم، وكريس هاريس، وجيمس ستورم) في توتال نونستوب أكشن ريسلينغ

في 1 يونيو، 2002، لعب هاريس مباراة تجريبية في منظمة توتال نونستوب أكشن ريسلينغ (تي إن إيه) ضد عدوه في الدائرة المستقلة جيمس ستورم. حيث قام بريت برينتس بتنظيم المباراة. بعدها، وقع هاريس وستورم عقد قصير الأمد مع تي إن إيه. لقد تصارع في أول حدث لتي إن إيه وأول مباراة من نوع غانتلت فور غولد على لقب بطولة الوزن الثقيل العالمية إن دبليو إيه. كما كون فريقا ثنائيًا مع ستورم في ثاني حدث شهري. سمى ستورم الفريق بـ«أمريكا موست وانتد» (إيه إم دبليو). لقد حققا أول نجاح لهما في 18 سبتمبر 2002 عندما فازا ببطولة إن دبليو إيه العالمية للفرق الثنائية في مباراة غانتلت فور غولد للفرق الثنائية بتغلبهم على رون هاريس وبراين لي.
في مارس وأبريل عام 2004، انفصل الفريق ولعب هاريس ضد ستورم في مباراة فردية في 7 مايو، 2003 وفاز بها ثم صافح زميله ستورم. كما رفض هاريس عرض فينس روسو بالانضمام إلى فريق سبورت إنترتاينمينت إكستريم (إس.إي.إكس). وعندما أصيب ستورم في كتفه، لعب هاريس مباراة على بطولة إن دبليو إيه العالمية للوزن الثقيل ضد البطل جيف جاريت. إلا أنه خسر المباراة ولم يتمكن من الفوز بالبطولة. وفي 2 يونيو 2004، لعب هاريس في مباراة ملك الجبل على البطولة إلا أنه خسر مجددًا أمام جاريت.
في 25 أغسطس 2004، وبعد أن عاد الفريق مرة أخرى، أصيب جيمس ستورم في رقبته وظهره وغاب عن المصارعة لكي يشفى. حينها بدأ هاريس يصارع مع أليكس سكيبر في فريق ثنائي حيث فاز ببطولة إن دبليو إيه للفرق للمرة الخامسة في حياته المهنية مع سكيبر في 8 سبتمبر 2004. وبعد أن عاد ستورم من الإصابة، توحد فريق أمريكا موست وانتد وفازا ببطولة إن دبليو إيه للفرق للمرة السادسة في 16 يناير، 2005 حين هزما بوبي روود وإريك يونغ. لقد لعب هاريس شخصية ستينغ عندما كان في فريق بلانت جاريت في حلقة تي إن إيه إمباكت! التي جرت في 7 يناير 2006.
انتهى فريق أمريكا موست وانتد في 14 ديسمبر 2006 في حلقة إمباكت! أثناء مباراة على لقب بطولة الفرق أمام فريق إل إيه إكس كانت بعنوان «البطولة ضد فريق» حيث خسرا المباراة عندما انقلب ستورم على زميله كريس هاريس وضربه بزجاجة بيرة مما سمح لهوميسايد بتثبيت هاريس.

#### المسيرة الفردية (2007-2008)

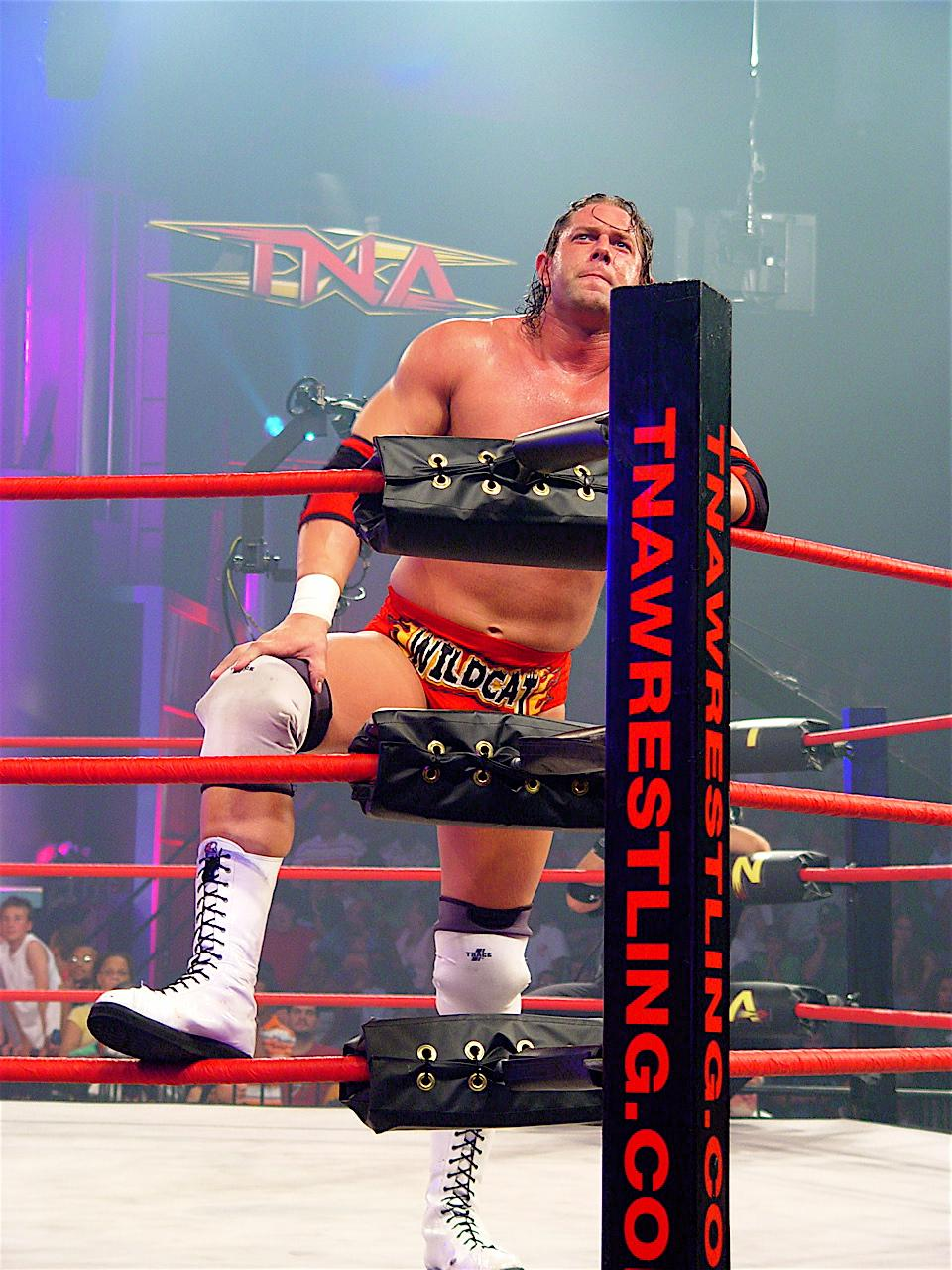
كريس هاريس في توتال نونستوب أكشن ريسلينغ

في 11 يناير 2007، أجرى هاريس مقابلة شخصية مع مايك تيناي تكلم فيها عن مسيرته وأنها ربما ستنتهي (في محور القصة) بسبب ضرب جيمس ستورم له بزجاجة بيرة في عينه. ثم غاب هاريس عن التلفزيون قبل أن يظهر في حدث أغينتيس أول أودز وهو يرتدي واقي عين ويهاجم ستورم. لقد ظل يهاجم ستورم لعدة أسابيع قبل أن يكشف في حلقة 1 مارس 2007 من إمباكت! أنه يرى بنسبة 30% وأنه سينتقم من ستورم. وفي حدث لوكداون، خسر هاريس مباراته أمام ستورم والتي كانت من نوع «سيكس سايدس أوف ستيل بلاينفولد» وأعلن بعدها عن تعافيه من الإصابة في عينه. تصارع بعدها في حدث سكرفايس ضد ستورم في مباراة «تكساس ديث ماتش» حيث فاز بالمباراة. بعدها بدأ هاريس يساعد راينو وهيكتور غيريرو وفريق لاتين إكستشاينج اميركان (إل إيه إكس) لمدة أسبوعين. ثم لعب في حدث سلامفيرساري حيث كان المصارع الغامض رقم خمسة حيث خسر لصالح كيرت أنغل. ثم بدأ عداوة مع كريستيان كايج وخسر له بالتثبيت في حدث فيكتوري رود عندما تدخل داستن رودز وضربه في الظهر.
استمرت عداوة هاريس ورودز بضعة أسابيع، حيث كان رودز يهاجم هاريس أثناء مبارياته في إمباكت!  حتى تم حجز مباراة بينهما في حدث هارد جستيس. وفي تلك المباراة، فاز هاريس على رودز الذي أصبح اسمه «بلاك ريغن» عن طريق الإقصاء. وفي حدث نو سرندر، فاز هاريس على رودز عن طريق التثبيت في مباراة بدون قواعد. في 11 يناير، 2008، قامت منظمة تي إن إيه بتحرير هاريس من عقده.

### إن دبليو إيه سايبر سبايس
عمل هاريس أيضًا بشكل منتظم لمنظمة إن دبليو إيه سايبر سبايس إلى جانب جيمس ستورم في قسم الفرق الثنائية وكمنافس فردي. وفي 19 نوفمبر 2005، اضطر هاريس لمواجهة جيف جاريت في مباراة على بطولة إن دبليو إيه سايبر سبايس (مع أن بطولة الوزن الثقيل العالمية إن دبليو إيه التي يحملها جاريت لم تكن على الخط). فاز هاريس حين سمح له جاريت بوكزه، لكن مفوضة إن دبليو إيه ياسمين سانت كلير حجزت لهما بعد ذلك مباشرة مباراة ثلاثية ضد زميلهما في تي إن إيه أبيس الذي فاز بالبطولة.

### وورلد ريسلينغ إنترتاينمينت (2008)
في 29 يناير 2008، أعلن هاريس على موقعه الرسمي أنه وقع عقدًا مع منظمة وورلد ريسلينغ إنترتاينمينت (دبليو دبليو إي). في 11 مارس 2008، ظهر هاريس لأول مرة في دبليو دبليو إي في مباراة مظلمة خسرها لشيلتون بينجامين. أول ظهور لهاريس على تلفزيون دبليو دبليو إي كان في حلقة إي سي دبليو في 8 يوليو، 2008 باسم «براندن ووكر» حين فاز على أرماندو إسترادا. لعب هاريس مباراة أخرى ضد جيمس كورتيس حيث فاز عن طريق التثبيت قبل أن تحرره منظمة دبليو دبليو إي من عقده في 7 أغسطس، 2008.

### المنظمات المستقلة (2008- حتى الآن)
في بدايات سبتمبر 2008، ظهر هاريس في منظمة نورثن ريسلينغ فيدرايشن باسم «وايلد كات» كريس هاريس. حيث تكلم عن رغبته في ترك عالم مصارعة المحترفين قبل أن يغير رأيه ويتحدى راين ستون على بطولة إن دبليو إف للوزن الثقيل. في 28 مارس 2009، لعب هاريس في منظمة فول إمباكت برو (إف أي بي) الشقيقة السابقة لمنظمة رينغ أوف هونر (آر أو إتش) حيث خسر مباراته أمام كريس هيرو. في 14 يونيو، 2010 عاد هاريس إلى تي إن إيه لمدة ليلة واحدة فقط أثناء تسجيل مباريات 24 يونيو من إمباكت! حيث لعب من جديد بشخصية ستينغ المزيف.

### العودة إلى تي إن إيه (2011)
عاد هاريس لتي إن إيه بوصفه عضوًا في مجموعة إمورتل أثناء تسجيل حلقة 12 مايو 2011 من إمباكت! حين قدمه مات هاردي كشريكه في مباراة على بطولة تي إن إيه العالمية للفرق الثنائية ضد فريق بير موني إنك (جيمس ستورم وروبرت روود). لعب هاريس أول مباراة له بعد العودة في 6 مايو في عرض حي في فورت سميث، أركنساس مع مات هاردي ضد بير موني إنك، حيث خسرا مباراتهما. في 15 مايو في حدث سكرفايس، فشل هاريس وهاردي في الفوز ببطولة تي إن إيه العالمية للفرق الثنائية من فريق بير موني إنك حين قام ستورم بتنفيذ حركة ديث سينتيس على هاريس. بعد الحدث، أفادت التقارير بأن تي إن إيه اختارت عدم استخدام هاريس مرة أخرى.

## الحياة الشخصية
تزوج هاريس من صديقته سوزان عام 1999 بعد 4 سنوات من التعارف. في نفس السنة، ظهر في أغنية «آي كانت لاي تو مي» للمغني كلاي ديفيدسن.

## في المصارعة
- الضربة القاضية
  - كاتاتونيك[17] (سوينغ سايد سلام)
  - سبير[17]
- حركات معروف بها
  - بولودغ[17]
  - كاتابولت[17]
  - كات اتاك (رننغ لوثيز بريس) [17]
  - ديدليد فيرتكل سوبليكس[17]
  - ديفينغ إليبو دروب[17]
  - ديفنع ليغ دروب[17]
  - فول نيسلون سلام[17]
  - إنسايد كرادل[17]
  - لاريت[17]
  - شارب شوتر[17]
- ألقاب
  - «وايلد كات»
  - «ذا كلشر فونيمون»
- مدراء
  - غيل كيم
- 'أغنية الدخول
  - «غلتي» بواسطة دالي أوليفر (تي إن إيه)[18]
  - «وي فايند ذا ديفندانت غلتي» بواسطة دالي أوليفر

## بطولات وإنجازات
- فرونتير إيليت ريسلينغ

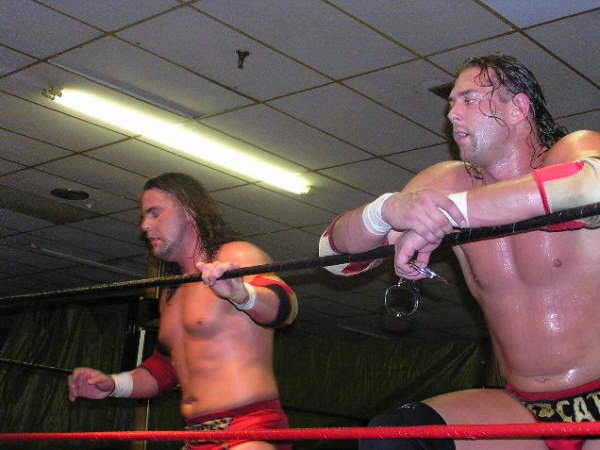
كريس هاريس وجيمس ستورم أثناء مباراة

  - بطولة إف إي دبليو للفرق الثنائية (مرة واحدة) – مع جيمس ستورم
- إنترستيت تشامبيونشيب ريسلينغ
  - بطولة آي سي دبليو للوزن الثقيل (مرة واحدة)
- مونتن ريسلينغ أسوسييشن
  - بطولة إم دبليو إيه للوزن الثقيل (مرتين)[17]
  - بطولة إم دبليو إيه للفرق الثنائية (مرة واحدة) – رايتد إكس[17]
- ميوزك ستي ريسلينغ
  - بطولة إن دبليو إيه أمريكا الشمالية للوزن الثقيل (مرة واحدة)[19]
- إن دبليو إيه شوكويف
  - بطولة إن دبليو إيه سايبرسبيس للوزن الثقيل (مرة واحدة)[20]
  - بطولة إن دبليو إيه سايبرسبيس للفرق الثنائية (مرة واحدة)[21] – مع جيمس ستورم
- نورثن ريسلينغ فيدرايشن
  - بطولة إن دبليو إيف للوزن الثقيل[17] (ثلاث مرات)
  - بطولة إن دبليو إف للفرق الثنائية[17] (مرة واحدة) – مع شون كيسي
  - بطولة إن دبليو إف تري ستيت[17] (مرة واحدة)
- بيلس تشامبيونشيب ريسلينغ
  - بطولة بي سي دبليو للفرق الثنائية (مرة واحدة) - مع شون كيسي[22]
- برو ريسلينغ إيلوستريتد
  - بي دبليو آي وضعته في المركز الرابع والأربعين في قائمة أفضل 500 مصارع لعام 2004[23]
  - بي دبليو آي فريق السنة (2004)[24] مع جيمس ستورم
- بوركس إنترناشونال تشامبيونشيب ريسلينغ
  - بطولة بي آي سي دبليو للوزن الثقيل (مرة، حاليا)[25]
- سوبرستار ريسلينغ فيدرايشن
  - بطولة إس دبليو إف للوزن الثقيل (مرة واحدة)
- توتال نونستوب أكشن ريسلينغ
  - بطولة إن دبليو إيه العالمية للفرق الثنائية (سبع مرات)[26] – مع جيمس ستورم (6 مرات) وأليكس سكيبر (مرة واحدة)
  - فائز في دورة تي إن إيه إيسلوم للفرق الثنائية (2003) – مع جيمس ستورم
  - مباراة السنة (2004) مع جيمس ستورم ضد كريستوفر دانيالز وأليكس سكيبر في حدث تيرننغ بوينت[27]
  - فريق السنة الثنائي (2003–2004) مع جيمس ستورم[27]
- يو إس إيه تشامبيونشيب ريسلينغ
  - بطولة يو إس إيه أمريكا الشمالية للوزن الثقيل (مرة واحدة)[28][29]
- ريسلينغ أوبيسرفير نيوزلترز
  - فريق السنة الثنائي (2005) مع جيمس ستورم
  - أسوء مباراة عملت للسنة (2007) ضد جيمس ستورم في مباراة ستة جوانب من الفولاذ مباراة معصوب العينين في حدث لوكداون

## هوامش
1. 1 2 3 4 5  "'Wildcat' Chris Harris' Biography". The Official Wildcat Website. مؤرشف من الأصل في 2008-01-19. اطلع عليه بتاريخ 2008-01-13.{{استشهاد ويب}}:  صيانة الاستشهاد: BOT: original URL status unknown (link)
2. ↑  "Braden Walker officially released by WWE". SLAM! Wrestling. 8 أغسطس 2008. مؤرشف من الأصل في 2013-11-04. اطلع عليه بتاريخ 2011-02-04.
3. ↑  http://www.100megsfree4.com/wiawrestling/wiamain.htm - Wrestling Information Archive نسخة محفوظة 2011-09-08 على موقع واي باك مشين.
4. ↑  "Chris Harris to WWE". The Official Chris Harris Website. 29 يناير 2008. مؤرشف من الأصل في 2008-02-01. اطلع عليه بتاريخ 2008-01-30.{{استشهاد ويب}}:  صيانة الاستشهاد: BOT: original URL status unknown (link)
5. ↑  Medalis، Kara, A. "World's Strongest scam". دبليو دبليو إي. مؤرشف من الأصل في 2019-04-04. اطلع عليه بتاريخ 2008-07-09.{{استشهاد ويب}}:  صيانة الاستشهاد: أسماء متعددة: قائمة المؤلفين (link)
6. ↑  "Braden Walker released". دبليو دبليو إي. 7 أغسطس 2008. مؤرشف من الأصل في 2019-04-04. اطلع عليه بتاريخ 2008-08-07.
7. ↑  Wrestling News - Latest WWE News, TNA News, and Wrestling News | eWrestlingNews.com نسخة محفوظة 04 مارس 2016 على موقع واي باك مشين.
8. ↑  "2009 FIP results". Full Impact Pro. مؤرشف من الأصل في 2016-03-04. اطلع عليه بتاريخ 2010-06-29.
9. ↑  Caldwell، James (15 يونيو 2010). "TNA News: Several SPOILER notes from Tuesday's TNA Impact taping for next week's show & July PPV". Pro Wrestling Torch. مؤرشف من الأصل في 2016-03-03. اطلع عليه بتاريخ 2010-06-29.
10. ↑  Caldwell، James (3 مايو 2011). "TNA News: Impact spoilers from Tuesday's Impact taping - big re-branding, debut, two returns, Sacrifice matches". Pro Wrestling Torch. مؤرشف من الأصل في 2019-04-04. اطلع عليه بتاريخ 2011-05-04.
11. ↑  Caldwell، James (12 مايو 2011). "Caldwell's TNA Impact report 5/12: Ongoing "virtual-time" coverage of big reveals, final PPV hype, battle royal main event". Pro Wrestling Torch. مؤرشف من الأصل في 2018-06-12. اطلع عليه بتاريخ 2011-05-12.
12. ↑  McKown، Jason (6 مايو 2011). "5/6 TNA results in Fort Smith, Ark.: Jarrett vs. Anderson, Hardy's mystery tag partner, Ray & Dreamer". Pro Wrestling Torch. مؤرشف من الأصل في 2016-03-04. اطلع عليه بتاريخ 2011-05-07.
13. ↑  Caldwell، James (15 مايو 2011). "Caldwell's TNA Sacrifice PPV results 5/15: Ongoing "virtual time" coverage of live PPV - Sting vs. RVD, four title matches, Chyna PPV return". Pro Wrestling Torch. مؤرشف من الأصل في 2019-03-30. اطلع عليه بتاريخ 2011-05-15.
14. ↑  Martin، Adam (5 يونيو 2011). "Chris Harris not expected to be back in TNA". WrestleView. مؤرشف من الأصل في 2012-10-01. اطلع عليه بتاريخ 2011-06-05.
15. ↑  Christofield، Joe (4 يناير 2001). "Wrestling His Way to The Top". مؤرشف من الأصل في 2019-12-17. اطلع عليه بتاريخ 2013-01-12.{{استشهاد ويب}}:  صيانة الاستشهاد: BOT: original URL status unknown (link)
16. ↑  While wrestling in Nashville in July, Harris made a country music video with rising star Clay Davidson, titled "I Can't Lie to Me."نسخة محفوظة 07 فبراير 2012 على موقع واي باك مشين.
17. 1 2 3 4 5 6 7 8 9 10 11 12 13 14 15 16 17  "كريس هاريس"، أون لاين وورلد أوف ريسلينغ. نسخة محفوظة 28 أغسطس 2012 على موقع واي باك مشين. [وصلة مكسورة]
18. ↑  "غلتي"، مجتمع الملحنون، والمؤلفون، والناشرون الأمريكيون. نسخة محفوظة 5 يونيو 2012 على موقع واي باك مشين.
19. ↑  Duncan، Royal. "NWA - National Wrestling Alliance NWA - North American Heavyweight Title History". Solie. مؤرشف من الأصل في 2017-09-24. اطلع عليه بتاريخ 2008-06-24.
20. ↑  Westcott، Brian. "Cyberspace Wrestling Federation/NWA Cyberspace Heavyweight Title History". Solie. مؤرشف من الأصل في 2018-09-15. اطلع عليه بتاريخ 2008-06-24.
21. ↑  Westcott، Brian. "Cyberspace Wrestling Federation/NWA Cyberspace Tag Team Title History". Solie. مؤرشف من الأصل في 2017-09-24. اطلع عليه بتاريخ 2008-06-24.
22. ↑  Royal Duncan & Gary Will (4th Edition 2000). Wrestling Title Histories. Archeus Communications. ISBN:0-9698161-5-4. {{استشهاد بكتاب}}: تحقق من التاريخ في: |سنة= (مساعدة)
23. ↑  "Pro Wrestling Illustrated Top 500 - 2004". Wrestling Information Archive. مؤرشف من الأصل في 2011-09-21. اطلع عليه بتاريخ 2008-08-08.
24. ↑  "Pro Wrestling Illustrated Award Winners Tag Team of the Year". Wrestling Information Archive. مؤرشف من الأصل في 2011-08-13. اطلع عليه بتاريخ 2008-06-24.
25. ↑  "PICW". Cagematch. مؤرشف من الأصل في 2016-03-22. اطلع عليه بتاريخ 2010-06-29.
26. ↑  Duncan، Royal. "NWA National Wrestling Alliance NWA World Tag Team Titles History". Solie. مؤرشف من الأصل في 2019-08-29. اطلع عليه بتاريخ 2008-06-24.
27. 1 2  Martin، Adam (28 نوفمبر 2005). "TNA announces plans for 2005 Year-End Awards after Turning Point PPV". WrestleView. مؤرشف من الأصل في 2019-01-14. اطلع عليه بتاريخ 2011-07-15.
28. ↑  Goodman، Larry (2 فبراير 2012). "USA Wrestling 10 yrs. ago (02-02-02): Lawler vs. D. Flair, James Storm, Chris Harris, Stevens". ويد كيلر. TDH Communications. مؤرشف من الأصل في 2016-03-03. اطلع عليه بتاريخ 2012-02-02.
29. ↑  Westcott، Brian. "NWA - National Wrestling Alliance/USA Championship Wrestling NWA/USACW United States/USACW Wrestling North American USACW Heavyweight Title History". Solie. مؤرشف من الأصل في 2016-12-19. اطلع عليه بتاريخ 2008-06-24.

## وصلات خارجية
- كريس هاريس على موقع IMDb (الإنجليزية)
- كريس هاريس على موقع WrestlingData.com (الإنجليزية)
- كريس هاريس على موقع CageMatch worker (الإنجليزية)
- كريس هاريس على موقع قاعدة بيانات المصارعة على الإنترنت (الإنجليزية)
- كريس هاريس على موقع عالم المصارعة على الإنترنت (الإنجليزية)
- كريس هاريس على موقع عالم المصارعة على الإنترنت (الإنجليزية)